# Steve Eastin
Steve Eastin (* 22. Juni 1948) ist ein US-amerikanischer Schauspieler.

## Leben
Steve Eastin wuchs im US-Bundesstaat Colorado auf, wo er bis heute lebt. Er hat väterlicherseits französische Vorfahren.
Eastin absolvierte eine professionelle Schauspielausbildung und ist seit 1972 als Schauspieler tätig. In seinen Anfangsjahren war er auch als Bühnendarsteller tätig. Steve Eastin wirkte bisher in über 160 Film-und-Fernsehproduktionen mit, wobei er allerdings, bis auf wenige Ausnahmen, oftmals in einer Nebenrolle besetzt wurde.
Eine langjährige Freundschaft verbindet Eastin mit dem Schauspieler Clint Eastwood, mit dem er bereits mehrfach zusammengearbeitet hat.

## Deutsche Synchronsprecher
Steve Eastin hat im deutschsprachigen Raum keinen Standardsprecher und wurde unter anderem von Norbert Gastell, Roland Hemmo, Hans Teuscher, Jochen Striebeck, Dirk Galuba, Wolfgang Völz, Helmut Gauß und Jürgen Kluckert synchronisiert.

## Filmografie (Auswahl)
- 1977: Wonder Woman (Fernsehserie, 1 Folge)
- 1977: Unsere kleine Farm (Fernsehserie, 1 Folge)
- 1977: Die Waltons (Fernsehserie, 1 Folge)
- 1979: CHiPs (Fernsehserie, 1 Folge)
- 1980: Jahreszeiten einer Ehe
- 1984: T. J. Hooker (Fernsehserie, 1 Folge)
- 1984: Agentin mit Herz (Fernsehserie, 2 Folgen)
- 1985: Nightmare II – Die Rache
- 1985–1989: Zeit der Sehnsucht (Fernsehserie)
- 1985: Das A-Team (Fernsehserie, 1 Folge)
- 1986: Die Colbys – Das Imperium (Fernsehserie, 1 Folge)
- 1986: Polizeirevier Hill Street (Fernsehserie, 1 Folge)
- 1987: Das Model und der Schnüffler (Fernsehserie, 1 Folge)
- 1987: Cagney & Lacey (Fernsehserie, 1 Folge)
- 1988: MacGyver (Fernsehserie, 1 Folge)
- 1990: Falcon Crest (Fernsehserie, 1 Folge)
- 1990: Matlock (Fernsehserie, 1 Folge)
- 1992: Seinfeld (Fernsehserie, 1 Folge)
- 1993: L.A. Law – Staranwälte, Tricks, Prozesse (Fernsehserie, 1 Folge)
- 1994: Akte X – Die unheimlichen Fälle des FBI (Fernsehserie, 1 Folge)
- 1994: Wagons East!
- 1994: Der Scout
- 1995: Emergency Room – Die Notaufnahme (Fernsehserie, 1 Folge)
- 1996: Last Man Standing
- 1996: Diagnose: Mord (Fernsehserie, 2 Folgen)
- 1996: Pretender (Fernsehserie, 1 Folge)
- 1997: Con Air
- 1997: X-Factor: Das Unfassbare (Fernsehserie, 1 Folge)
- 1997: Melrose Place (Fernsehserie, 2 Folgen)
- 1998: JAG – Im Auftrag der Ehre (Fernsehserie, 1 Folge)
- 1999: Profiler (Fernsehserie, 1 Folge)
- 1999: Austin Powers – Spion in geheimer Missionarsstellung
- 2000: Für alle Fälle Amy (Fernsehserie, 1 Folge)
- 2001: New York Cops – NYPD Blue (Fernsehserie, 1 Folge)
- 2001: The District – Einsatz in Washington (Fernsehserie, 1 Folge)
- 2002: Catch Me If You Can
- 2003: Extreme Rage
- 2004: Without a Trace – Spurlos verschwunden (Fernsehserie, 1 Folge)
- 2005: Gilmore Girls (Fernsehserie, 2 Folgen)
- 2006: Unbekannter Anrufer
- 2007: Aufbruch in ein neues Leben
- 2009: Up in the Air
- 2010: Navy CIS (Fernsehserie, 1 Folge)
- 2010: Cold Case – Kein Opfer ist je vergessen (Fernsehserie, 1 Folge)
- 2010: Dexter (Fernsehserie, 3 Folgen)
- 2011: All Things Fall Apart – Wenn alles zerfällt …
- 2014: Legit (Fernsehserie, 1 Folge)
- 2018: Warning Shot
- 2022: Gasoline Alley
- 2023: Killers of the Flower Moon